# Jurgen Van Den Broeck
Jurgen Van Den Broeck (Herentals, 1 de fevereiro de 1983) é um ciclista profissional belga.

## Competições
Em 2001, ele foi campeão mundial júnior na prova contra-relógio. Após ter treinado com as equipes Quick Step e Discovery Channel, ele transferiu-se em 2007 para a equipe de ciclismo belga Predictor-Lotto. Em 2008, ele terminou em sétimo lugar na classificação geral do Giro d'Italia. Nos Jogos Olímpicos de Verão de 2008 em Pequim, competiu na prova de estrada individual, mas não conseguiu terminar.